# Poststraße Leipzig–Merseburg

Äußeres Ranstädter Tor in Leipzig

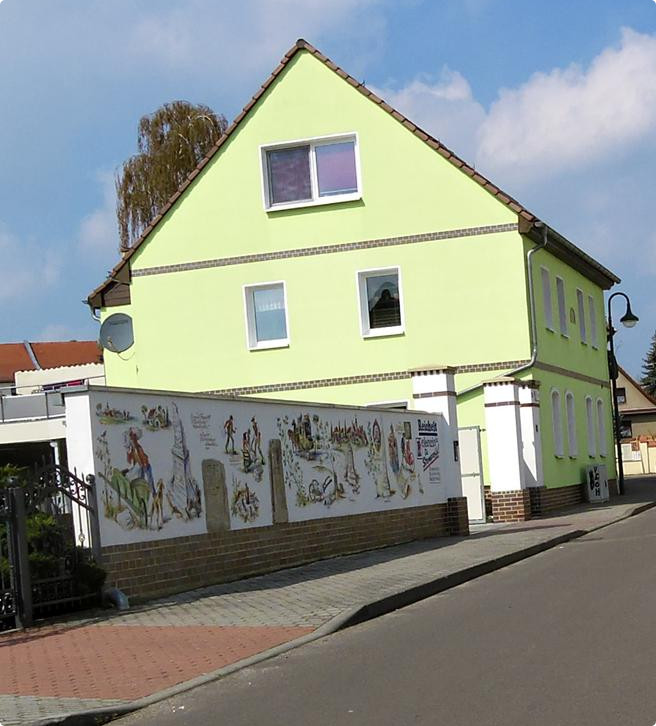
Reste des Kursächsischen Viertelmeilensteines Nr. 3 und der Ganzmeilensäule Nr. 4, vermutlich jedoch vom Postkurs Leipzig-Weißenfels (heute im Zuge der B 87), vermauert an der Mittelstraße 10 in Leipzig-Miltitz

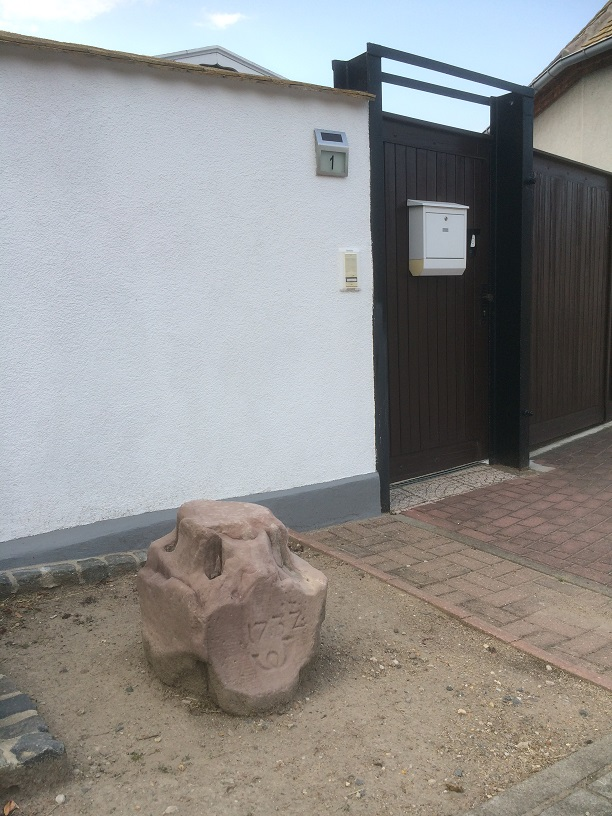
Rest einer Ganzmeilensäule vom Postkurs Leipzig-Merseburg am Dorfplatz in Göhren

Die Poststraße Leipzig–Merseburg war eine wichtige Handels- und Heerstraße innerhalb des Kurfürstentums Sachsen. Nachfolger ist die heutige Bundesstraße 181.

## Verlauf
Die  Poststraße führte zunächst gemeinsam mit der Poststraße nach Weißenfels durch das Ranstädter Tor von Leipzig, vor dem eine 1722 angefertigte und 1724 aufgestellte Distanzsäule stand, und weiter durch das Äußere Ranstädter Tor. Die Straße wurde im Gebiet vom Leipzig 1802 nur teilweise unterhalten. Weil sie immerzu mit Frachtwägen befahren wurde, war sie damals teils löchrig, sandig, lehmig und mit großen Steinen beworfen und nur bei trockener Witterung gut zu befahren.
Vor Lindenau ist im Meilenblatt der erste Viertelmeilenstein vom gemeinsamen Postkurs verzeichnet. Nach dem Dorfe zweigte die Merseburger Straße von der Weißenfelser ab. Im Zeitraum bis 1806 hatte man mit dem Ausbau der Chaussee begonnen, war aber noch nicht fertig. Ungeachtet dessen war diese Straße 1806 auch bei übler Witterung gut zu passieren.
Östlich von Leutzsch traf man auf die Halbmeilensäule mit der Reihennummer 2. Das weitere Stück der Poststraße war 1806 noch nicht chausseemäßig  ausgebaut gewesen. Bis einige Schritte hinter der hölzernen Brücke über einen Feldgraben oberhalb der Sprittenwiese befand sie sich damals in einem guten Zustand. Von da aber fing der Sandboden an. Hier stand der Viertelmeilenstein Nr. 3. Besonders das Stück über den Sandberg bei Rückmarsdorf bis einige 100 Schritte hinter der steinernen Brücke über die Zschampert war wegen des tiefen Sandes beschwerlich zu befahren.
Bei Rückmarsdorf stand eine Ganzmeilensäule mit der Nr. 4. Das weitere Stück bis zum  Gasthof „Zur Holländischen Windmühle“ war hingegen, obgleich der Boden damals etwas sandig war, noch leidlich zu passieren. Ein Stück vor dem Gasthaus stand ein weiterer Viertelmeilenstein mit der Reihennummer 5.
Westlich und nördlich von Günthersdorf ging die Poststraße am Gasthof  „Zum schwarzen Bären“ vorbei. Dort befand sich auch ein Grenzzollamt und ein ganzes Stück vor diesem Zollamt eine Halbmeilensäule mit der Nr. 6. Die Poststraße war in dieser Gegend gut zu passieren.
Die Straße ließ nun die Dörfer Zschöchergen und Göhren, wo noch der Rest einer Ganzmeilensäule erhalten ist, rechts liegen. Vor der Einmündung der Dürrenberger Salzstraße stand der Viertelmeilenstein Nr. 7. Weiter führte die Straße durch Zöschen, wo sich vor dem Ortseingang die Ganzmeilensäule Nr. 8 befand, und durch Wegewitz, vor dessen Ortseingang der Viertelmeilenstein Nr. 9 stand. Nun wurden Pretzsch und Wallendorf passiert, Tragarth rechts liegen gelassen. Die Halbmeilensäule Nr. 10 befand sich südlich des Ortes.
Weiter führte die Poststraße bei Zöschen über zwei und unweit der Wegewitzer Torfgrube über drei steinerne Brücken, welche  wegen Feldgräben angelegt waren. Zwischen Wallendorf und Tragarth gab es drei weitere steinerne Brücken, wegen eines Morastes, des Floßgrabens und des Baches, der von Kriegsdorf kommt.
Die  Straße war in diesem Abschnitt 1806 an den meisten Stellen besonders zwischen Zschöchergen und Zöschen wegen des  Lehmbodens bei nasser Witterung sehr schlecht zu passieren. Von Zschöchergen bis Wallendorf war solche leidlich zu befahren,  da der Boden sandig und an einigen Orten ein mit Sand vermischter Boden anzutreffen war. Von Wallendorf an war die  Merseburger Straße gepflastert und leidlich zu befahren, weshalb es links neben der Pflasterstraße einen Beiweg gab, welcher bei trockener  Witterung sehr gut zu befahren war.
Die Leipziger Chaussee erreichte Merseburg beim Fasanenhaus. Bis dahin führte sie aus der Gegend bei Tragarth über sechs  steinerne Brücken, welche wegen der dort befindlichen Feldgräben und Vertiefungen angelegt worden waren. Kurz vor dem  Fasanenhaus befand sich am alten Verlauf der Poststraße eine weitere Ganzmeilensäule mit der Reihennummer 12.
Nach Passieren des Fasanenhauses wurde die Alte Saale mittels einer hohen steinernen Brücke überquert. In der Vorstadt von Merseburg spannte sich eine steinerne Brücke über den Teufelstimpel und anschließend wurde die steinerne Saalebrücke erreicht, nach deren Passieren man das Neumarkttor erreichte.  Auf dem Merseburger Stadtplan von 1807 sind im Stadtgebiet keine der 1736 errichteten Distanzsäulen vor den Stadttoren mehr verzeichnet.
Der letzte  Straßenabschnitt war 1806 gepflastert und in sehr gutem Zustand.